# Обуркі (Опольське воєводство)
Обуркі (пол. Obórki, нім. Schönfeld) — село в Польщі, у гміні Ольшанка Бжезького повіту Опольського воєводства.
Населення — 310 осіб (2011).

## Демографія
Демографічна структура станом на 31 березня 2011 року:
|          | Загалом | Допрацездатний вік | Працездатний вік | Постпрацездатний вік |
| -------- | ------- | ------------------ | ---------------- | -------------------- |
| Чоловіки | 152     | 39                 | 97               | 16                   |
| Жінки    | 158     | 30                 | 93               | 35                   |
| Разом    | 310     | 69                 | 190              | 51                   |